# Aksel Steen
Aksel Severin Steen, född 26 juni 1849 i Kristiania, död där 11 maj 1915, var en norsk meteorolog.
Aksel Steen blev realkandidat 1873 och var från 1874 till sin död fast anställd vid Meteorologisk institutt i Kristiania, där han 1900 blev souschef och 1913 Henrik Mohns efterträdare som direktör.
Steen organiserade den praktiska meteorologin i Norge. Efter att ha utbildat sig till magnetiker förestod han 1882–1883 den som led i de internationella undersökningarna upprättade norska meteorologiska polarstationen, vars vetenskapliga stoff han använde i det av norska staten utgivna verket Beobachtungsergebnisse der norwegischen Polarstation Bossekop in Alten (två band, 1887-88), hans huvudarbete.
Senare var han de norska polarexpeditionernas vetenskaplige konsulent i meteorologiska och magnetiska frågor och bearbetade det av dem samlade materialet i de stora reseberättelserna The Norwegian North Polar Expedition 1893-96, II, n:o VII: Terrestrial Magnetism (1901) och i Report of the Second Norwegian Arctic Expedition in the ’Fram’ 1898-1902, II, n:o VI: Terrestrial Magnetism (1907), varjämte han förberedde till utgivning resultaten av de jordmagnetiska undersökningarna under Roald Amundsens nordvästpassage med "Gjøa" 1903–1906 och sydpolsexpedition 1910–1912.
Steen publicerade även betydelsefulla resultat sin forskning i bland annat The Diurnal Variation of Terrestrial Magnetism (1904), Havoverflatens temperatur ved Norges kyst (i "Archiv for matematik og naturvidenskab", 1908) och Einige Studien über die Bewölkung (i "Meteorologische Zeitschrift", 1909).
Aksel Steen var 1888–1897 ledare ("inspektör") för Kristiania arbetarinstitut ("arbeiderakademi") och 1910–1915 ordförande i Det norske geografiske selskap.